# Contea di Cottonwood
La contea di Cottonwood in inglese Cottonwood County è una contea dello Stato del Minnesota, negli Stati Uniti. La popolazione al censimento del 2000 era di 12 167 abitanti. Il capoluogo di contea è Windom